# Dário Essugo
Dário Essugo, né le 14 mars 2005 à Lisbonne, est un footballeur portugais qui évolue au poste de milieu défensif à Chelsea.

## Biographie
Né au Portugal, Dário Essugo est d'origine angolaise, sa famille ayant ses racines à Benguela,.

### Carrière en club
Le jeune Dário Essugo commence sa carrière en club alors qu'il a huit ans, à l'UDR Santa Maria, club de Odivelas dans la banlieue de Lisbonne,,.
Après cette saison 2013-14, les performances d'Essugo commencent à attirer l'attention dans l'ensemble du football portugais, notamment le Benfica, club partenaire du Santa Maria, mais également chez la plupart des grands clubs du Portugal. Et c'est finalement les rivaux lisboètes du Benfica, le Sporting Portugal, qu'il va rejoindre en 2014.
Essugo signe son premier contrat professionnel avec le club lisboète le 16 mars 2021, 2 jours après avoir fêté son 16e anniversaire. Il fait alors déjà partie de l'effectif des moins de 19 ans, et intègre à cette occasion le groupe de l'effectif professionnel,,.
Il fait ses débuts professionnels avec le Sporting le 20 mars 2021, lors d'une victoire 1-0 en Primeira Liga contre le Vitória SC. À 16 ans et 5 jours, Essugo devient alors le plus jeune joueur de l'histoire du Sporting,.
Il joue la saison suivante son premier match en Ligue des champions le 7 décembre 2021, titularisé pour le dernier match de poule chez l'Ajax, alors que les deux clubs sont déjà qualifiés pour les huitièmes de finale.
Le 19 mars 2025, le Sporting CP annonce que lui et son coéquipier Geovany Quenda vont être cédés à Chelsea contre un montant global qui pourrait atteindre les 74,4 millions d'euros.

### Carrière en sélection
Dário Essugo est international portugais en équipes de jeunes, ayant connu les sélections des moins de 15 et des moins de 16 ans entre 2019 et 2020, avant que la pandémie de covid ne vienne freiner les compétitions juniors.

## Style de jeu
Dário Essugo est un milieu de terrain qui évolue principalement comme numéro 6, faisant montre d'une forte capacité à récupérer le ballon, avec déjà une capacité à s'imposer physiquement alors qu'il a seulement 16 ans et qu'il est largement surclassé,.
Mais il possède aussi des qualités techniques et athlétiques, en plus d'un touché de balle précis et puissant qui lui permet d'apporter le ballon dans la surface adverse et de jouer un cran plus haut sur le terrain,.

## Statistiques
| Saison                | Club                  | Championnat           | Championnat | Championnat | Championnat | Coupe nationale | Coupe nationale | Coupe nationale | Coupe de la Ligue | Coupe de la Ligue | Coupe de la Ligue | Supercoupe | Supercoupe | Supercoupe | Compétition(s) continentale(s) | Compétition(s) continentale(s) | Compétition(s) continentale(s) | Compétition(s) continentale(s) | Coupe du monde des clubs | Coupe du monde des clubs | Coupe du monde des clubs | Total | Total | Total |
| Saison                | Club                  | Division              | M.          | B.          | P.d.        | M.              | B.              | P.d.            | M.                | B.                | P.d.              | M.         | B.         | P.d.       | Comp.                          | M.                             | B.                             | P.d.                           | M.                       | B.                       | P.d.                     | M.    | B.    | P.d.  |
| 2020-2021             | Sporting CP           | Liga NOS              | 1           | 0           | 0           | -               | -               | -               | -                 | -                 | -                 | -          | -          | -          | -                              | -                              | -                              | -                              | -                        | -                        | -                        | 1     | 0     | 0     |
| 2021-2022             | Sporting CP           | Liga NOS              | 1           | 0           | 0           | -               | -               | -               | -                 | -                 | -                 | -          | -          | -          | C1                             | 1                              | 0                              | 0                              | -                        | -                        | -                        | 2     | 0     | 0     |
| 2022-2023             | Sporting CP           | Liga NOS              | 4           | 0           | 0           | -               | -               | -               | 3                 | 0                 | 0                 | -          | -          | -          | C1+C3                          | 1+2                            | 0+0                            | 0+0                            | -                        | -                        | -                        | 10    | 0     | 0     |
| 2023-2024             | Sporting CP           | Liga NOS              | 4           | 0           | 0           | 3               | 0               | 0               | 2                 | 0                 | 0                 | -          | -          | -          | C3                             | 1                              | 0                              | 0                              | -                        | -                        | -                        | 10    | 0     | 0     |
| 2024-2025             | Sporting CP           | Liga NOS              | 2           | 0           | 0           | 0               | 0               | 0               | 0                 | 0                 | 0                 | -          | -          | -          | C1                             | 0                              | 0                              | 0                              | -                        | -                        | -                        | 2     | 0     | 0     |
| Sous-total            | Sous-total            | Sous-total            | 12          | 0           | 0           | 3               | 0               | 0               | 5                 | 0                 | 0                 | -          | -          | -          | -                              | 5                              | 0                              | 0                              | -                        | -                        | -                        | 25    | 0     | 0     |
| 2023-2024             | CD Chaves (prêt)      | Liga NOS              | 14          | 0           | 0           | -               | -               | -               | -                 | -                 | -                 | -          | -          | -          | -                              | -                              | -                              | -                              | -                        | -                        | -                        | 14    | 0     | 0     |
| 2024-2025             | UD Las Palmas (prêt)  | LaLiga                | 27          | 1           | 0           | -               | -               | -               | -                 | -                 | -                 | -          | -          | -          | -                              | -                              | -                              | -                              | -                        | -                        | -                        | 27    | 1     | 0     |
| Sous-total            | Sous-total            | Sous-total            | 41          | 1           | 0           | 0               | 0               | 0               | 0                 | 0                 | 0                 | -          | -          | -          | -                              | 0                              | 0                              | 0                              | -                        | -                        | -                        | 41    | 1     | 0     |
| 2024-2025             | Chelsea               | Premier League        | 0           | 0           | 0           | -               | -               | -               | -                 | -                 | -                 | -          | -          | -          | -                              | -                              | -                              | -                              | 3                        | 0                        | 0                        | 3     | 0     | 0     |
| Sous-total            | Sous-total            | Sous-total            | 0           | 0           | 0           | 0               | 0               | 0               | 0                 | 0                 | 0                 | -          | -          | -          | -                              | 0                              | 0                              | 0                              | 3                        | 0                        | 0                        | 3     | 0     | 0     |
| Total sur la carrière | Total sur la carrière | Total sur la carrière | 53          | 1           | 0           | 3               | 0               | 0               | 5                 | 0                 | 0                 | -          | -          | -          | -                              | 5                              | 0                              | 0                              | 3                        | 0                        | 0                        | 69    | 1     | 0     |

## Palmarès
| Sporting Portugal - Primeira Liga (1) : - Champion en 2020-21 Chelsea - Coupe du Monde des Clubs en 2025 |